# Prasophyllum odoratissimum
Prasophyllum odoratissimum är en orkidéart som beskrevs av David Lloyd Jones. Prasophyllum odoratissimum ingår i släktet Prasophyllum och familjen orkidéer. Inga underarter finns listade i Catalogue of Life.